# Xanthichthys auromarginatus
Espèce
Xanthichthys auromarginatus ou Baliste à liseré d'or est une espèce de poissons tetraodontiformes.

## Localité
Cette espèce se rencontre sur le bord des récifs de l'Océan Indopacifique, des côtes de l'est de l'Afrique à l'Asie du Sud-Est jusqu'aux îles Hawaï.

## Taille
Ce Baliste mesure une taille maximale de 30 centimètres.

## Dimorphisme
Le Baliste à liseré d'or se différencie de sa femelle par une tache bleu sur la partie basse de la tête et un liseré or (jaune) sur l'extrémité des nageoires dorsales, anales et caudales.

## Alimentation
Ce baliste mange du zooplancton, spécialement des petits crustacés copépodes.